# Soldagem com hidrogênio atômico
Soldagem com hidrogênio atômico é um processo de soldagem que utiliza um arco elétrico (voltaico) entre dois eletrodos metálicos de tungstênio, em uma atmosfera de hidrogênio. O processo foi inventado por Irving Langmuir no curso de seus estudos sobre o hidrogênio atômico. Um arco voltaico eficiente dissocia as moléculas de hidrogênio. Os átomos dissociados, ao se recombinarem, liberam uma enorme quantidade de calor, atingindo temperaturas de 3400-4000 ° C. Sem o arco, um maçarico oxídrico só pode chegar a 2.800 ° C. Esta é a chama mais quente após os cianogênicos em 4525 ° C e  o dicianoacetileno em 4987 ° C. Um maçarico de acetileno (oxiacetilênico), apenas atinge 3.300 ° C. Este dispositivo pode ser chamado de maçarico de hidrogênio atômico ou maçarico de Langmuir. O processo também é conhecido como solda a arco-átomo. No Brasil, empresas que produzem e processam aços especiais, fazem uso desse maçarico para a produção de produtos acabados.